# 아서 프란즈
아서 프란즈(Arthur Franz, 1920년 2월 29일 ~ 2006년 6월 17일)는 미국의 배우, 텔레비전 배우, 영화배우, 연극 배우이다.

## 영화
- 고향의 챔피언 (1982년)
- 안지오의 영웅들 (1968년)
- 제5전선 (1966년)
- 알바레즈 켈리 (1966년)
- FBI (1965년)
- 카펫베거 (1964년)
- 선셋 77번가 (1958년)
- 교정의 괴물 (1958년)
- 젊은 사자들 (1958년)
- 헬캣츠 오브 더 네이비 (1957년)
- 페리 메이슨 (1957년)
- 와일드 파티 (1956년)
- 이유없는 의심 (1956년)
- 클라이막스! (1954년)
- 케인호의 반란 (1954년)
- 에디 캔터 스토리 (1953년)
- 화성에서 온 침입자 (1953년)
- 스나이퍼 (1952년)
- 결혼 멤버 (1952년)
- 애보트와 코스텔로 - 투명인간을 만나다 (1951년)
- 세가지 비밀 (1950년)
- 유황도의 모래 (1949년)
- 스튜디오 원 (1948년)